# Església de l'Assumpció de Xerta
Església de l'Assumpció de Xerta és l'església parroquial de Xerta (Baix Ebre), protegida com a bé cultural d'interès local.

## Descripció
És una església formada per dos naus. El cos principal és cobert amb volta de creueria vuitpartita, té quatre capelles laterals a cada banda comunicades entre si. La nau secundària o capella del Santíssim data del segle xviii i es troba adossada a la principal. Destaca a la coberta una cúpula que dona llum zenital al conjunt. Als peus hi ha una torre campanar, d'estil neoromànic, amb arcs de mig punt emmarcats per una cornisa motllurada i rematada per una cornisa i barana amb ornaments d'obra que li dona aparença de torre. A sobre de cada vèrtex de la barana, a manera de remat hi ha quatre gossos de pedra mirant en direccions oposades. Culmina el conjunt un parallamps de forja d'estil modernista.
La façana principal, reconstruïda el 1858 seguint un estil neorenaixement, està arrebossada de blancs, deixant a la vista els grans carreus de les cantonades, el sòcol o la portalada. Resulta força sòbria. L'entrada és allindada amb pilastres adossades que suporten un entaulament rematat amb un sortint. Al damunt de la portalada hi ha una finestra rectangular de pedra flanquejada als seus extrems per dues fornícules simètriques que guarden les imatges de sant Pere i sant Pau. La zona superior és semicircular amb un òcul, rematada per una cornisa i coronada per una escultura del Sagrat Cor.
Al costat de la porta hi ha una reproducció de rajola que representa un limnímetre, on s'hi reprodueixen en forma mètrica els nivells d'aigua que el riu Ebre ha assolit en les diverses inundacions que Xerta ha patit des de l'any 1617.
A la façana que dona al carrer de santa Anna hi ha una porta lateral més antiga que la principal. Aquesta està formada per un arc de mig punt amb grans dovelles de pedra vista. Emmarcant-la trobem una cornisa motllurada on hi figura un escrit sobre l'acabament de la portalada i la data de 1690.
La coberta del conjunt és a dues aigües amb teula àrab. Pel que fa a l'interior, destaquem les pintures al fresc de la capelles del Santíssim i de sant Martí realitzades per l'artista local Pere Falcó el 1966 i 1980 respectivament; i el retaule neobarroc de l'altar major de tres cossos.

## Història

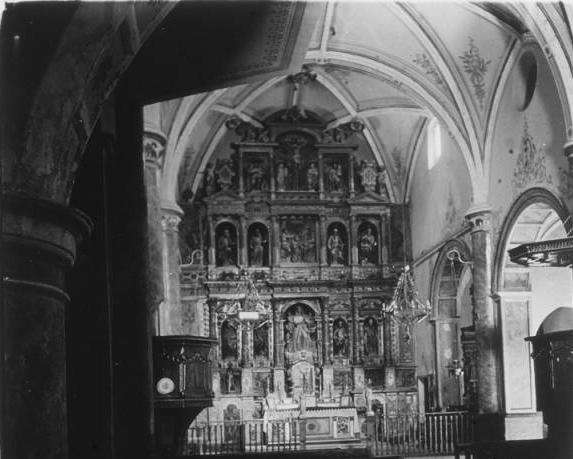
Nau central i antic retaule barroc l'any 1915. Fons Salvany

El temple fou fundat el 1325. Constava originàriament d'una sola nau, aixecada a jornal de vila. Es creu que aquesta primitiva església es trobava on actualment hi ha la capella del Santíssim. El 1580 començaren les obres de construcció de l'actual nau central, a la cantonada hi ha una inscripció a la paret lateral que diu "any 1580 a 5 de mars/ asetaren la primera pedra/ destes dos navades eren ivrats/ gab. Barberà y jo. Alcoverro".
El 1628 Joan Sentís, bisbe de Barcelona i virrei de Catalunya, natural de Xerta, les inaugurà solemnement, coincidint amb la independència de Xerta, des d'aleshores vila reial del municipi tortosí.
La portalada lateral no fou acabada fins al 1690. Hi ha una inscripció a la pedra vora la porta lateral: "a 22 de juny 1690 essent ivrats Miquel Serrano i Joan Fontanet se acaba la pnt portalada" El 1771 es recompon el pis de l'església, el rellotge i la campana. Durant la guerra del francès (1808-1814), concretament l'any 1810, el temple fou desallotjat per ordre del comandant de les tropes franceses per tal de convertir-lo en polvorí.
L'any 1834, a instàncies de les autoritats, es traslladà el cementiri de la vila del "Fossaret" situat al costat de l'església, fins a l'actual emplaçament a conseqüència de la greu epidèmia de còlera que assolà el territori.

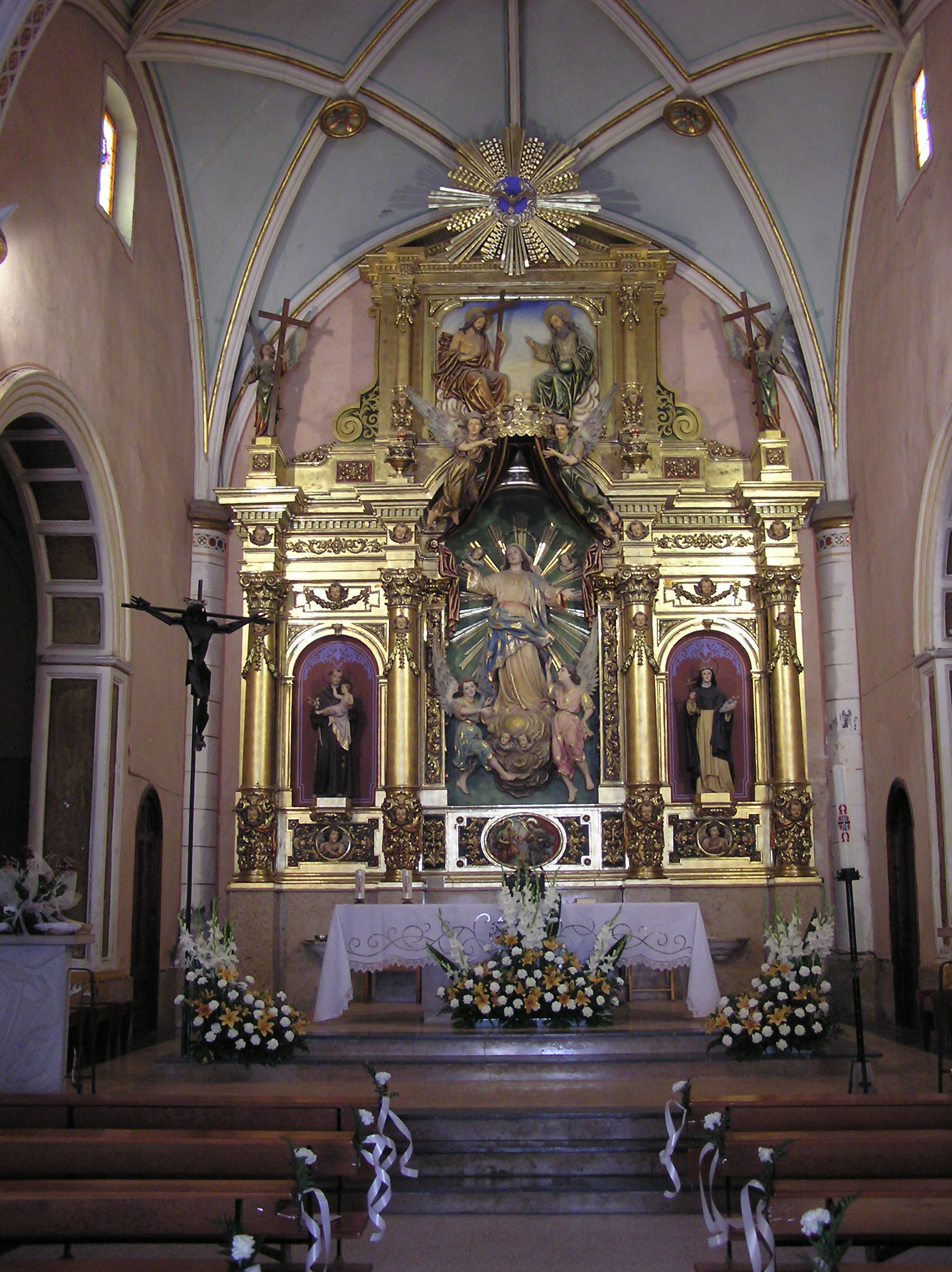
Nau central i actual retaule principal

Al novembre del 1910 s'inaugurà la reconstrucció de l'antic campanar del segle xvi. Va ser projectat per l'arquitecte diocesà Joan Abril, costejat pel xertolí absent Fernando Martí i construït pel mestre d'obres xertolí Samuel Falcó. El més característic de la torre són les quatre escultures de gossos que presideixen l'obra senyalant els quatre punts cardinals; és l'únic campanar de Catalunya amb aquest curiós tret. L'any 1930 s'instal·là la maquinària del rellotge.
Durant la guerra civil, l'edifici i l'arxiu parroquial es salvaren de la crema generalitzada d'esglésies, però no els seus antics altars laterals i el destacat retaule barroc de cinc cossos de l'altar major, que foren arrencats i cremats a la plaça Major i a la vora del riu, perdent d'aquesta manera un important patrimoni artístic. Tan sols es va conservar un petit bocí de talla que actualment es troba exposat a la capella lateral de la Mare de Déu de Montserrat. Durant la postguerra es feren reformes generals, especialment l'any 1958, quan es pintà tot l'edifici i s'eregí l'actual retaule que presideix l'altar major, construït pel taller artístic de Ramón Pericay de Barcelona i costejat pel senyor Antoni Lamolla, xertolí afincat a l'Argentina.